# Ровное (Ленинградская область)
Ровное (до 1948 — Ластенкоти, Ластенкюля, фин. Lastenkoti, Lastenkylä) — посёлок в Красносельском сельском поселении Выборгского района Ленинградской области.

## Название
Топоним Ластенкоти в дословном переводе означает «Детский дом».
Согласно постановлению общего собрания граждан зимой 1948 года деревня Ластенкюля получила наименование Ровная. 
Переименование было закреплено указом Президиума ВС РСФСР от 13 января 1949 года.

## История

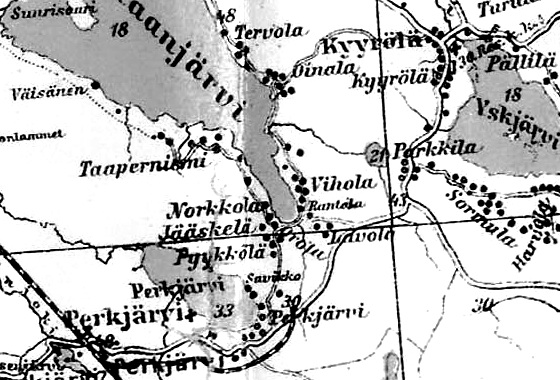
Земли деревни Ластенкюля на финской карте 1923 года

До 1939 года деревня Ластенкюля входила в состав волости Муолаа Выборгской губернии Финляндской республики.
Согласно данным 1966, 1973 и 1990 годов посёлок Ровное входил в состав Кирилловского сельсовета.
В 1997 году в посёлке Ровное Кирилловской волости проживал 1 человек, в 2002 году — также 1 человек (русский).
В 2007 и 2010 годах в посёлке Ровное Красносельского СП также проживал 1 человек.

## География
Посёлок расположен в восточной части района на автодороге А181 (часть E 18) «Скандинавия» (Санкт-Петербург — Выборг — граница с Финляндией).
Расстояние до административного центра поселения — 11 км. 
Расстояние до ближайшей железнодорожной станции Кирилловское — 3 км. 
Посёлок находится на западном берегу озера Большое Кирилловское.

## Демография
| 2007 | 2010 | 2017 | 2021 |
| ---- | ---- | ---- | ---- |
| 1    | →1   | ↘0   | ↗6   |